# Цц
Цц, цц — кириллический диграф, используемый в лакском языке.  

## Использование
Алфавит лакского языка на основе кириллицы был опубликован 12 февраля 1938 года в газете «Дагестанская правда», однако в нём изначально отсутствовали диграфы, служащие для обозначения геминированных согласных звуков, которые появились после модификации.
С помощью диграфа передаётся геминированная глухая альвеолярная аффриката [t͡s].
Пример использования диграфа в лакском языке: Ццац — шиповник.